# Hamid Karzai
Hamid Karzai, né le 24 décembre 1957 à Kandahar (Afghanistan), est un homme d'État afghan. Il préside son pays du 22 décembre 2001 au 29 septembre 2014.
Il effectue ses études à l’étranger après l’invasion de l’Afghanistan par l’URSS, avant de devenir vice-ministre des Affaires étrangères en 1992 puis opposant au régime des talibans instauré en 1996.
Au début de la guerre d'Afghanistan commencée en 2001, il succède à Burhanuddin Rabbani comme président par intérim de l'État islamique d'Afghanistan, avant d’être désigné chef de l'exécutif provisoire par la Loya Jirga de 2002. Il est élu président de la république islamique d'Afghanistan au suffrage universel en 2004, puis réélu en 2009 à l’issue d’une élection contestée par son principal opposant, Abdullah Abdullah.
Il quitte la présidence après son second quinquennat, durant lequel il s’éloigne des États-Unis, dont les troupes sont toujours présentes en Afghanistan et dont il était un proche allié durant son premier mandat. En 2021, il mène des négociations dans le cadre du retour des talibans au pouvoir.

## Situation personnelle

### Origines et formation
D'origine pachtoune, issue de la tribu Popalzaï, Hamid Karzai quitte l’Afghanistan en 1979, fuyant l’invasion par l’URSS, pour s’installer avec sa famille à Quetta, au Pakistan.
Il poursuit ses études en Inde et obtient un diplôme de sciences politiques en 1983. Il suit également une formation à l'école de journalisme de Lille en 1985-1986. Il revient à Quetta, au Pakistan, pour y enseigner l'anglais, tandis que ses quatre frères émigrent aux États-Unis pour fonder une chaîne de restaurants.

### Vie privée et familiale

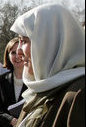
Zeenat Karzai (en 2005).

En 1999, Hamid Karzai épouse Zeenat Quraishi, avec qui il a un fils, Mirwais, né en 2007.

## Ascension politique

### Débuts
Hamid Karzai fait d’abord partie d'un petit mouvement de résistance afghan pro-royaliste.

### Au gouvernement
Il est nommé vice-ministre des Affaires étrangères lorsque les moudjahidines prennent Kaboul en 1992, sous la présidence de Burhanuddin Rabbani. Dans un contexte d’affrontements des chefs de guerre membres du gouvernement, il tente ensuite de reprendre des fonctions ministérielles, mais Mohammed Fahim Khan le fait arrêter au motif d’espionnage pour Gulbuddin Hekmatyar. Karzai s’échappe au bord d'un véhicule fourni par Hekmatyar et conduit par Gul Rahman.

### Opposant au régime taliban
Hamid Karzai collabore dans un premier temps avec les talibans. Mais, après la prise de Kaboul en 1996, il refuse le poste de représentant de ceux-ci à l'ONU que lui propose le mollah Omar. Il rompt toute relation avec le régime après l'assassinat de son père le 14 juillet 1999, probablement par un taliban.

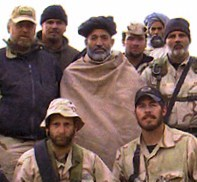
Hamid Karzai avec des soldats américains en Afghanistan, en octobre 2001.

Dans les années 1990, il est repéré par Zalmay Khalilzad, un Afghan naturalisé citoyen américain en 1984 faisant partie de la RAND Corporation, un think tank proche de l'administration américaine, qui sera ambassadeur des États-Unis en Afghanistan. Sur ses conseils, le département d'État décide de promouvoir la candidature de Karzai comme futur dirigeant ; pour lui donner une légitimité, il est envoyé en Afghanistan en octobre 2001 pour rassembler quelques tribus pachtounes contre les talibans.

## Dirigeant de l’Afghanistan

### Président par intérim
Peu après la chute du régime des talibans, une conférence rassemble, sous l'égide des Nations unies, plusieurs mouvements politiques afghans afin de régler l'avenir politique du pays. Elle débouche, le 5 décembre 2001, sur la signature des « accords de Bonn », qui prévoient notamment la mise en place d'un gouvernement intérimaire pour six mois, au terme desquels une Loya Jirga (grande assemblée traditionnelle) doit être réunie pour mettre en place un nouveau gouvernement. Nommé lors de cette conférence, Hamid Karzaï prend ses fonctions de président intérimaire de l'État islamique d'Afghanistan le 22 décembre 2001.

### Confirmation de son pouvoir

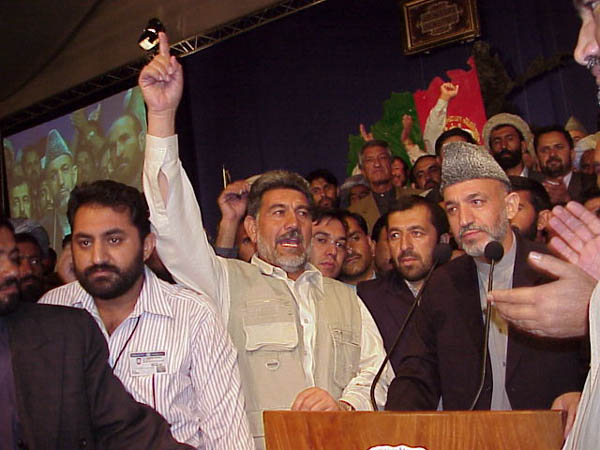
Lors de la Loya Jirga de 2002, qui l’élit chef du pouvoir exécutif intérimaire.

Alors qu’il est qualifié de « marionnette » de l'étranger par ses opposants, il effectue une prestation oratoire jugée favorablement par la Loya Jirga, qui se tient en juin 2002 sous la présidence de l’ancien roi Mohammad Zaher Shah, écarté du pouvoir sur pression des États-Unis. Le 13 juin, à l’issue d'un vote des délégués à bulletin secret, Hamid Karzai est élu chef de l'exécutif provisoire avec 1 295 voix sur 1 575 (soit 82 % des suffrages), face à deux autres candidats, dont Massouda Jalal, première femme à briguer une telle fonction. Karzai est ainsi placé pour deux ans maximum à la tête d’un gouvernement de transition, chargé d'administrer le pays jusqu'à l’instauration d'une nouvelle Constitution.
Après l'adoption de la Constitution qui établit une république islamique en janvier 2004, Karzai se présente à l'élection présidentielle du 9 octobre 2004. Notamment soutenu par les États-Unis, il l’emporte dès le premier tour avec 55,4 % des voix (4,4 millions de votes sur 8,1 millions de votants), arrivant en tête dans 21 des 34 provinces du pays. Il entre en fonction le 7 décembre suivant, pour un mandat de cinq ans.

### Débuts prometteurs

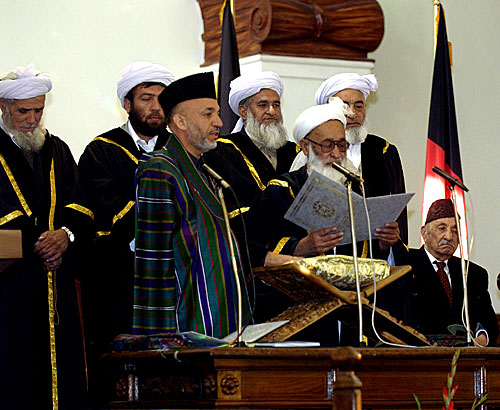
Première investiture de Hamid Karzai comme président de la république islamique d'Afghanistan, (palais présidentiel de Kaboul, 7 décembre 2004).

À ses débuts, il bénéficie de sa parfaite maîtrise de l’anglais, d'une réputation de modernisateur, ainsi que de son appartenance à une vieille famille pachtoune et de ses relations avec les tribus afghanes. Il fait l’objet d'une nomination pour le prix Nobel de la paix en 2002.

### Autorité limitée et attentats
Son autorité en dehors de la capitale Kaboul reste cependant limitée, alors que le commerce de l'opium devient de plus en plus florissant, au point de saper les fondements de l'État dans plusieurs provinces. Pendant cette période, Karzai reçoit des financements de la CIA, versés secrètement.
Durant son premier mandat, il échappe à plusieurs attentats. Le 5 septembre 2002 à Kandahar, quelques heures après l'explosion à Kaboul d'une voiture piégée ayant tué une trentaine de personnes, un homme en uniforme tire en sa direction, sans succès. Le 10 juin 2007, il est la cible de douze roquettes, lancées en direction de son domicile alors qu'il s'exprime devant des habitants du district d'Andar ; les talibans revendiquent cet attentat par la voix de leur porte-parole Qari Youssef Ahmadi. Une nouvelle attaque survient à son encontre le 27 avril 2008, lors d'un défilé militaire à Kaboul, faisant trois morts ; le président Karzai en sort indemne, mais cet événement fait douter de la capacité des forces afghanes à assurer la sécurité des zones contrôlées par la Force internationale d'assistance et de sécurité.

### Réélection contestée de 2009
Hamid Karzai brigue un second mandat à l’occasion de l'élection présidentielle de 2009. À l’issue du premier tour, il est donné victorieux, devant son principal opposant, l'ancien ministre des Affaires étrangères issu de l’Alliance du Nord, Abdullah Abdullah. Mais environ un tiers des voix de Karzai sont invalidées pour fraude massive, selon la Commission des plaintes électorales. Un second tour est alors prévu pour le 7 novembre. Cependant, à la suite du désistement d'Abdullah avant la tenue du second tour pour des « risques de fraude » trop importants, Karzai est déclaré vainqueur par la Commission électorale indépendante de l'Afghanistan, le 2 novembre,. Il est investi pour son second mandat le 19 novembre suivant.

### Prise de distance avec les États-Unis

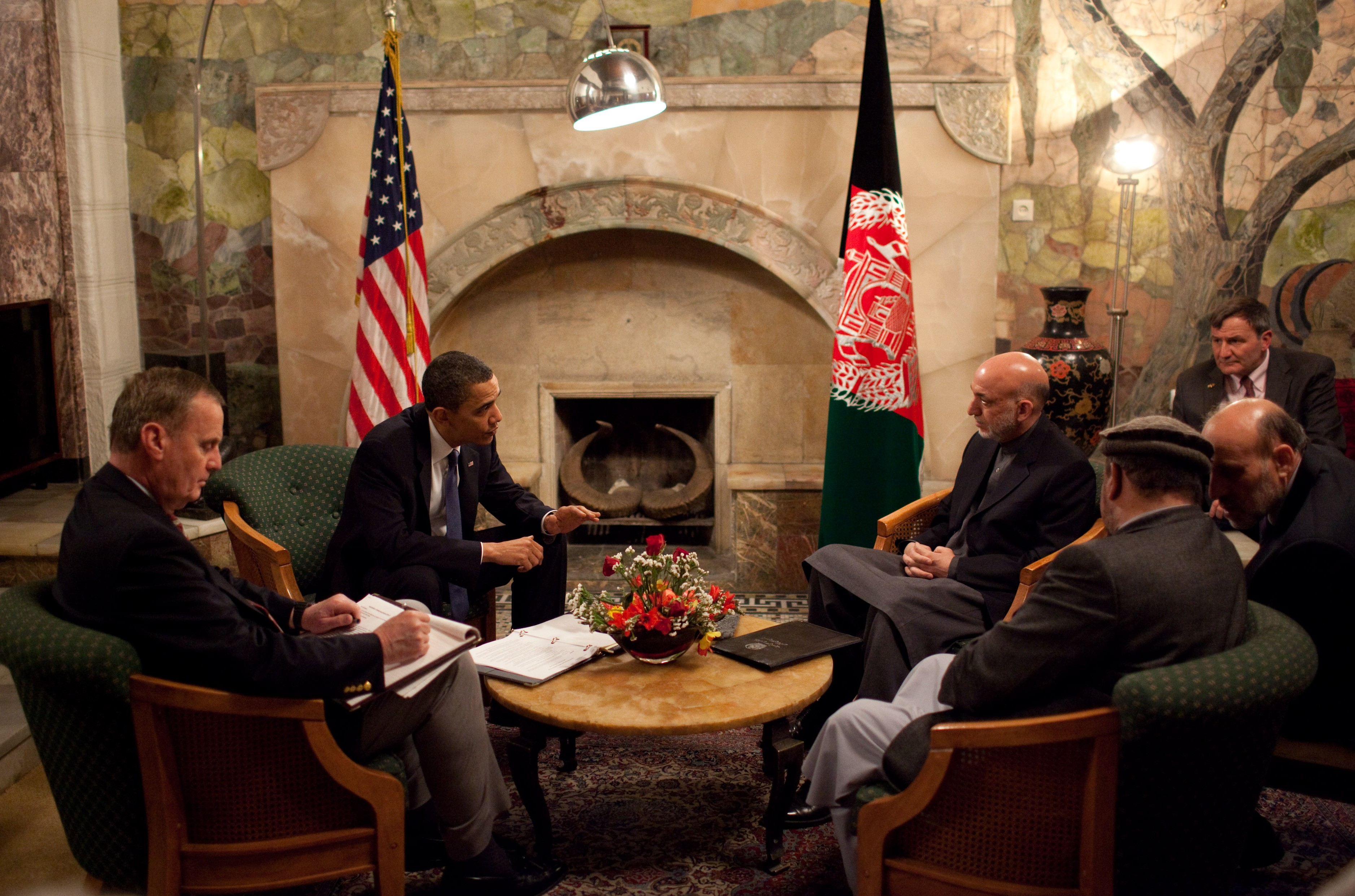
Hamid Karzai rencontrant en 2010 Barack Obama, qui renforce l’intervention américaine en Afghanistan au détriment des mises en garde du président afghan, qui craint le renforcement des talibans qu’impliquerait une telle décision.

Barack Obama, devenu président des États-Unis en 2009 — en remplacement de George W. Bush, qui était en fonction depuis 2001 —, fait déployer plus de 100 000 soldats en Afghanistan contre les talibans. Cependant, Hamid Karzai affirme que ce regain d’implication risque de galvaniser le mouvement taliban, notamment dans ses fiefs du sud du pays : il appelle sans succès l’administration américaine à se concentrer sur le Pakistan voisin, régulièrement accusé de soutenir les dirigeants talibans.
À partir de 2011, il s’entoure de conseillers hostiles aux États-Unis et favorables à ce que l’Afghanistan se rapproche de l’Iran et du Pakistan. Il est également critiqué lorsqu’il qualifie de « frères » les talibans et appelle à négocier avec eux alors que les attentats se multiplient à Kaboul. Il perd ainsi progressivement le soutien des régimes occidentaux, qui l’accusent de corruption alors que les États-Unis multiplient les investissements dans une économie afghane exsangue.

### Départ du pouvoir

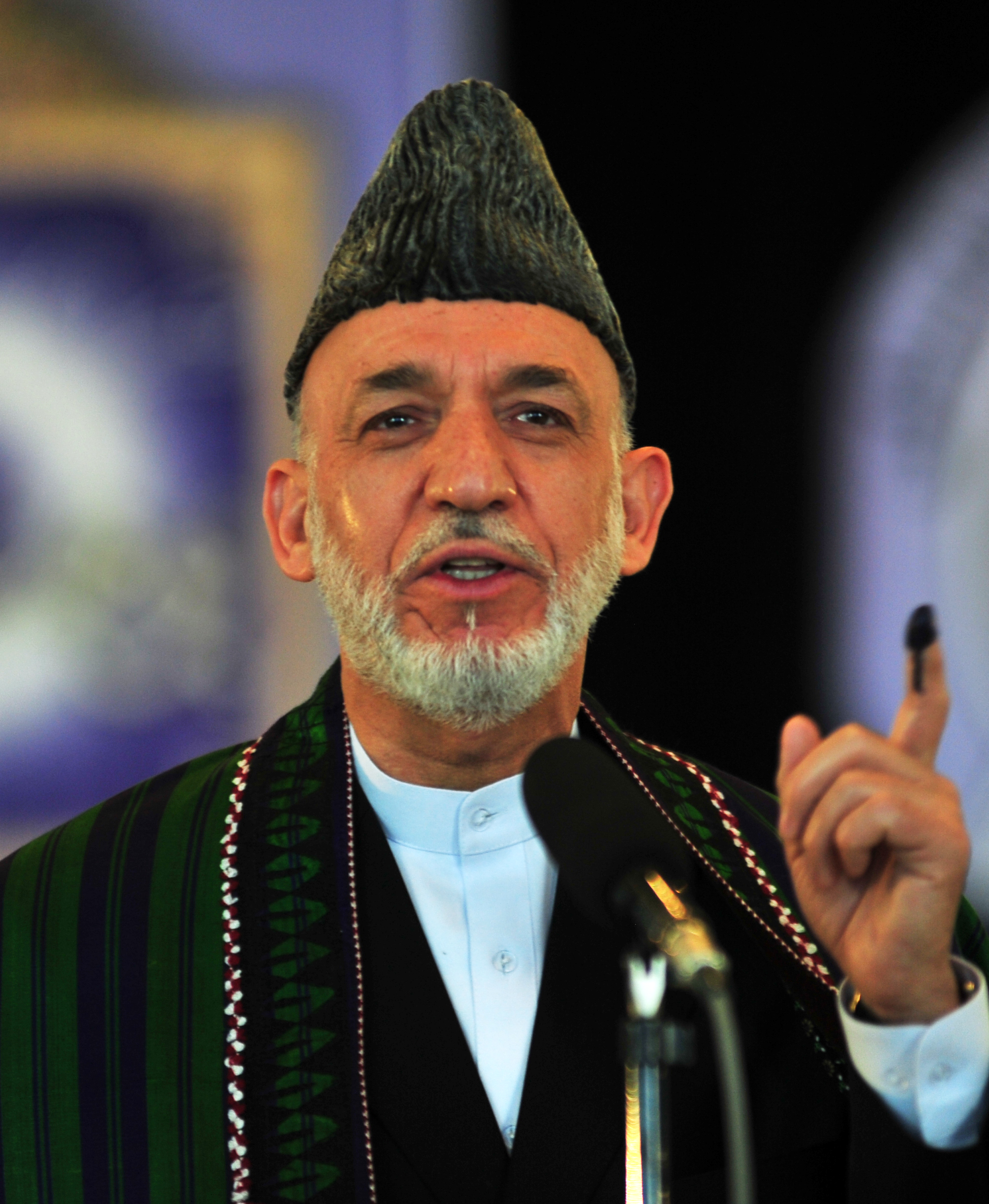
Karzai après avoir voté au second tour de l’élection présidentielle de 2014.

Alors que Hamid Karzai s’éloigne progressivement du monde occidental, l'universitaire et économiste Ashraf Ghani obtient les faveurs des États-Unis. Le président sortant ne peut se porter candidat au scrutin présidentiel de 2014 du fait de la limitation constitutionnelle à deux du nombre de mandats pour le chef de l’État. À l'issue d'une crise de trois mois, Ashraf Ghani est déclaré vainqueur face à Abdullah Abdullah. Hamid Karzai quitte la présidence le 29 septembre 2014.

## Après la présidence

### Conseiller du pouvoir central afghan
Resté vivre à Kaboul, Hamid Karzai devient un conseiller influent auprès du pouvoir central afghan, continuant à intervenir directement dans les affaires intérieures. Régulièrement sollicité par des diplomates étrangers, il affirme que la reconstruction de l’Afghanistan ne pourra se faire sans le départ des Américains et la participation des talibans.
En octobre 2014, en son honneur, l'aéroport international de Kaboul est renommé « aéroport Hamid-Karzai ».

### Négociations avec le régime taliban rétabli
Le 15 août 2021, l’offensive des talibans, commencée après l’annonce par le président Joe Biden du retrait des troupes américaines, conduit au départ à l’étranger d’Ashraf Ghani et au rétablissement de l'émirat islamique d'Afghanistan, renversé en 2001. Le jour même, Hamid Karzai annonce la formation d'un conseil de coordination, avec Abdullah Abdullah et Gulbuddin Hekmatyar, afin de « gérer un transfert pacifique du pouvoir ». Dès le 18 août, il rencontre des responsables talibans, dans le cadre de la formation d'un gouvernement et d’un processus de réconciliation nationale, qui reçoit l’appui de l’ancien président Ghani. Hamid Karzai bénéficie alors de son expérience en matière d'accords tribaux et du souvenir de pragmatisme laissé par sa présidence.

## Galerie de photos

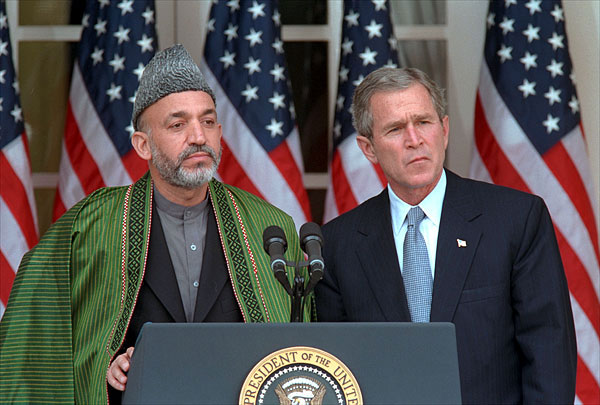
Avec George W. Bush, en 2002.
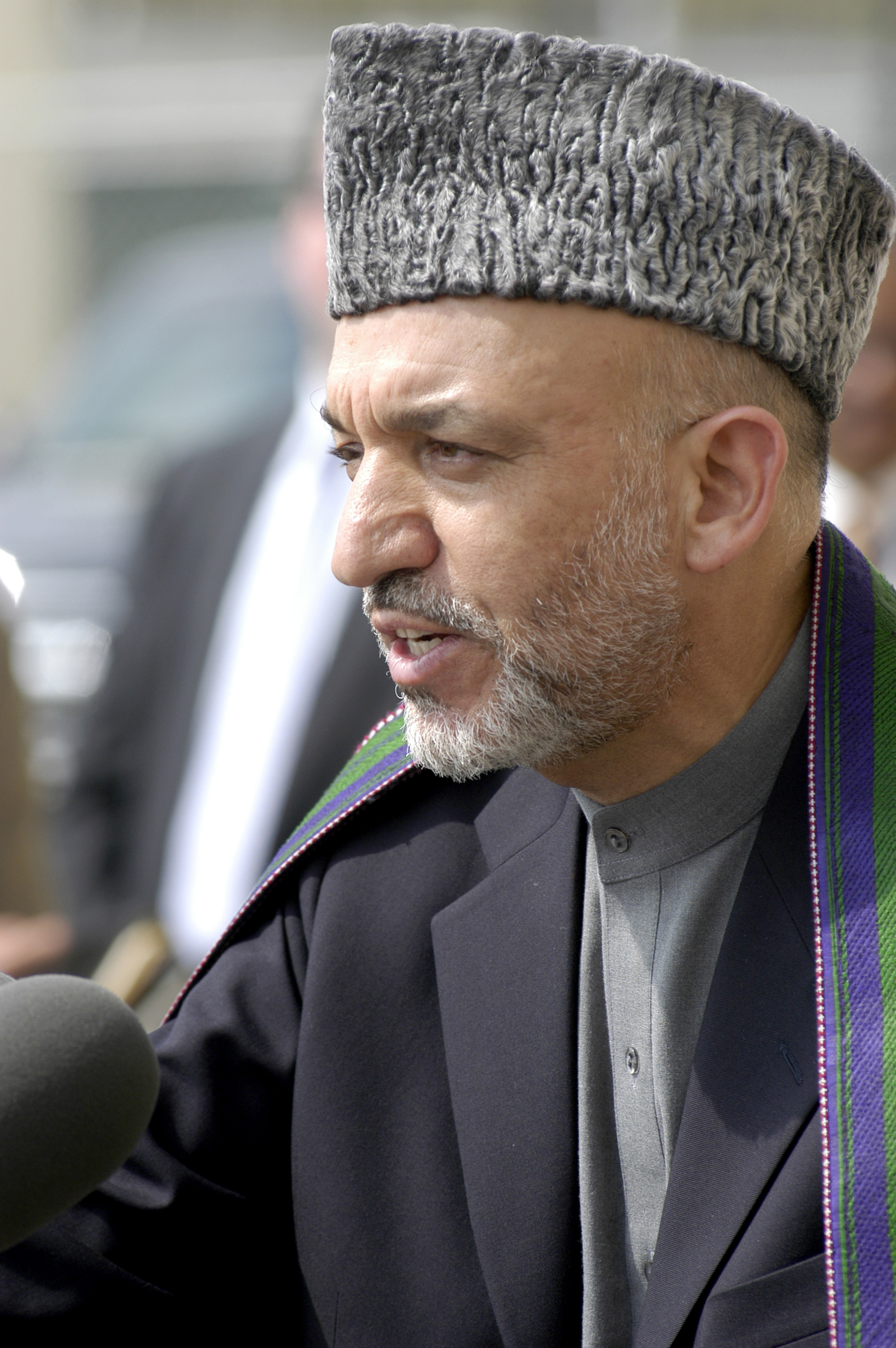
Au Pentagone (États-Unis), en 2004.
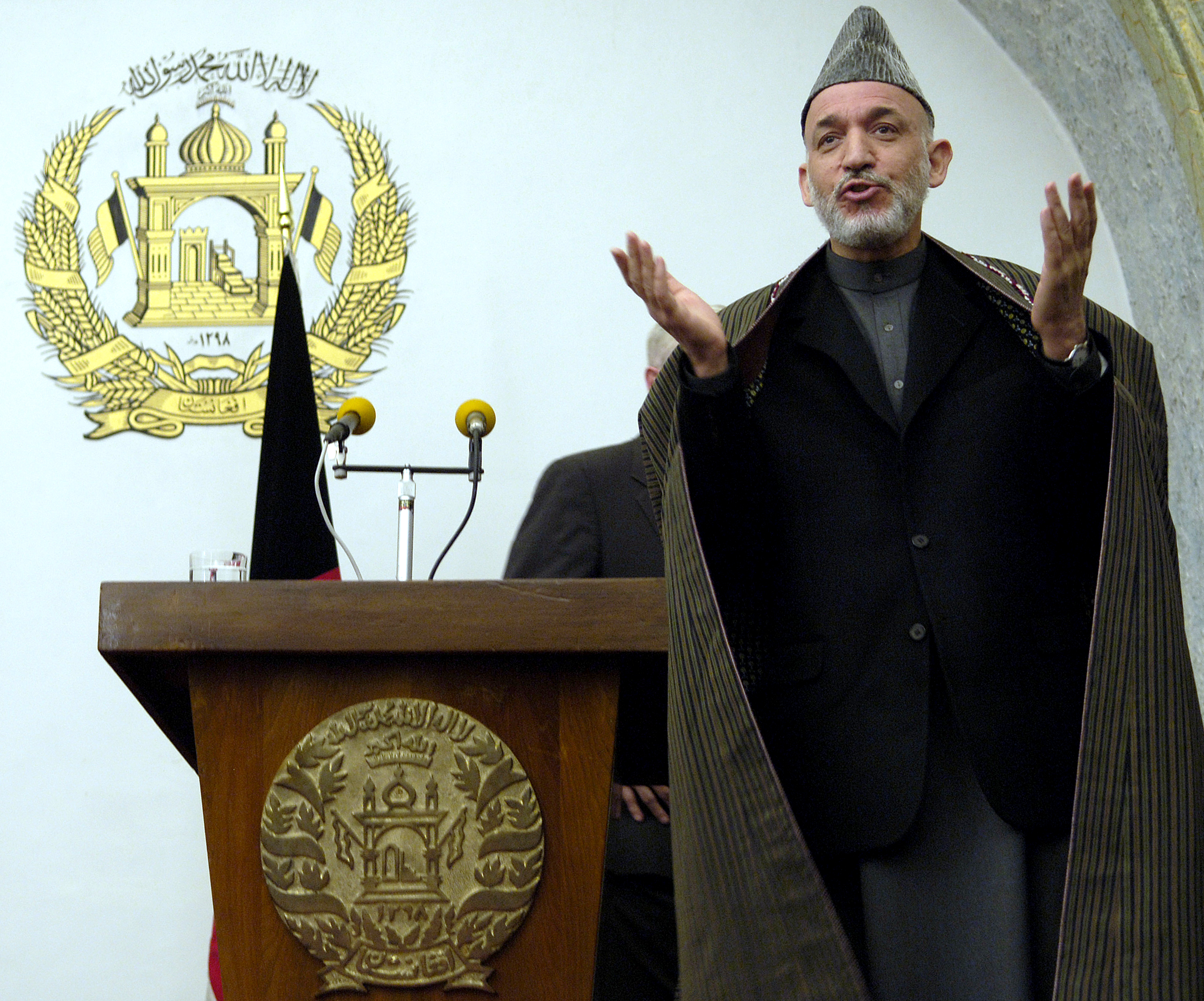
Au palais présidentiel de Kaboul, en 2007.
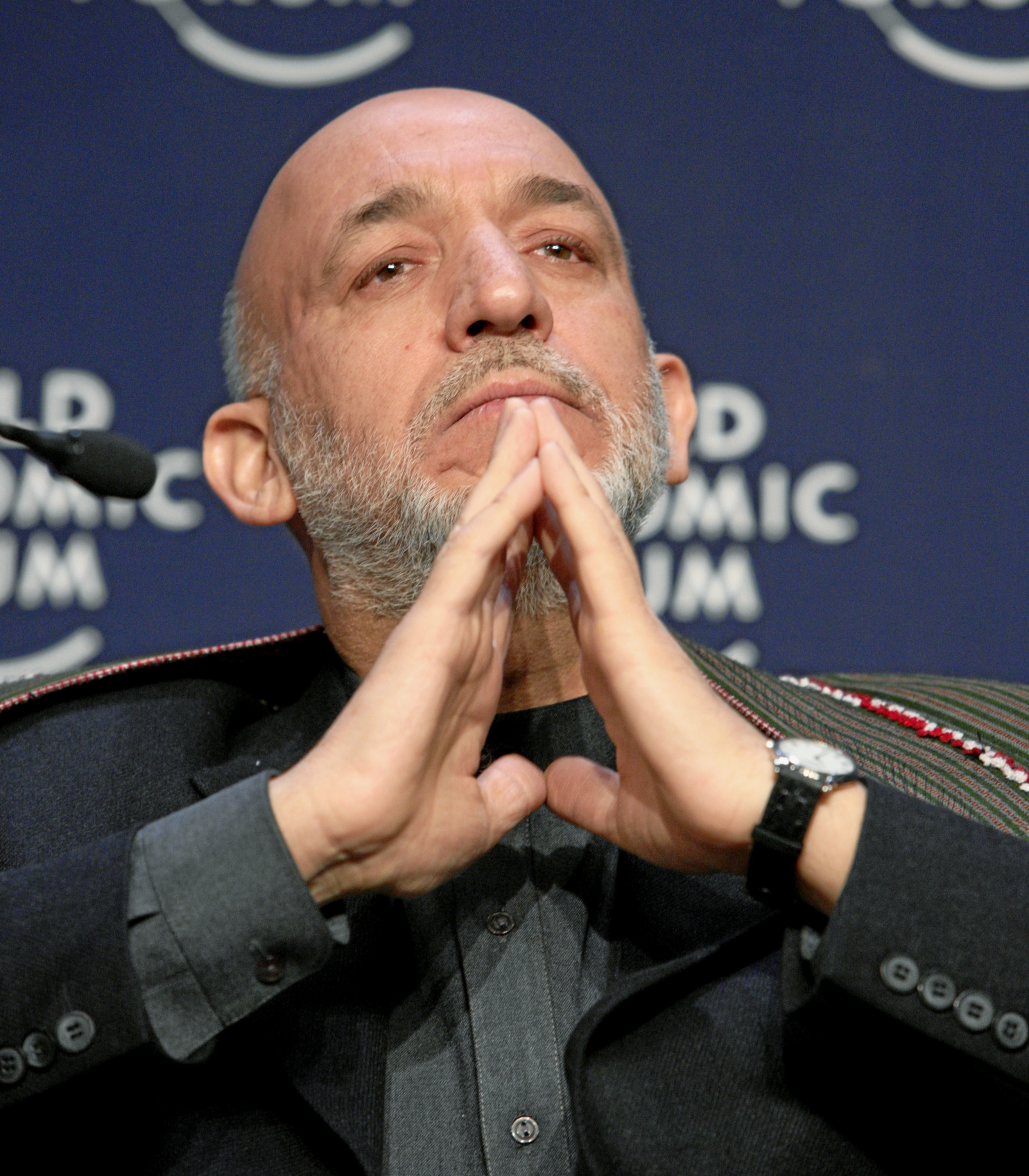
Au Forum économique mondial, en 2008.
Avec Hillary Clinton, en 2011.
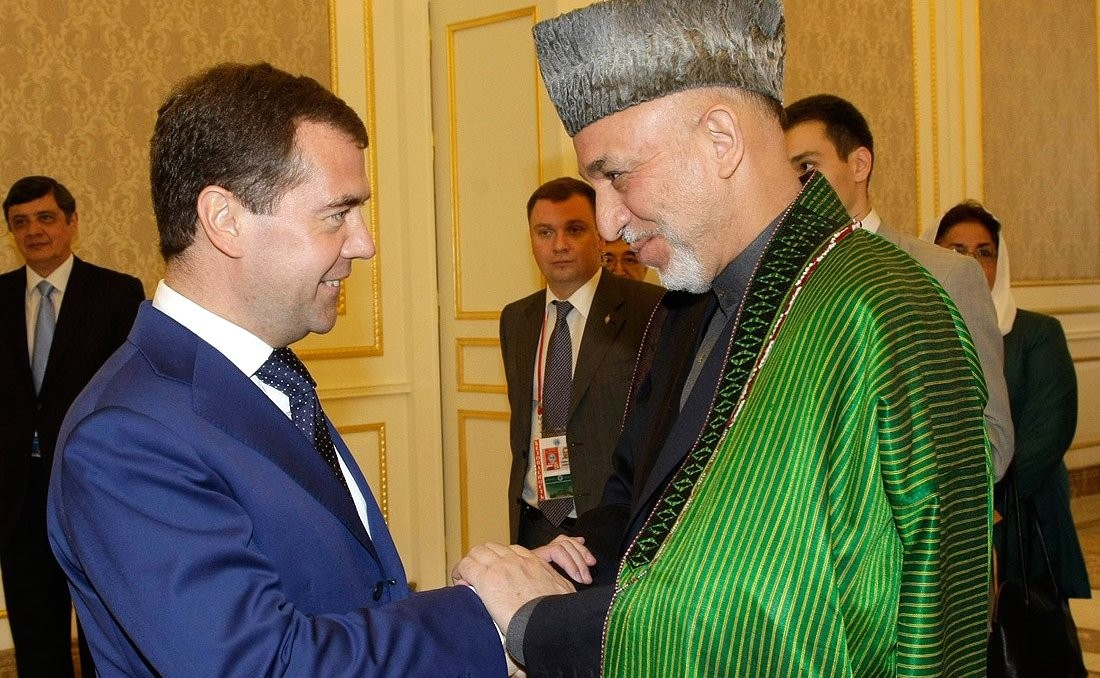
Avec Dmitri Medvedev, en 2011.
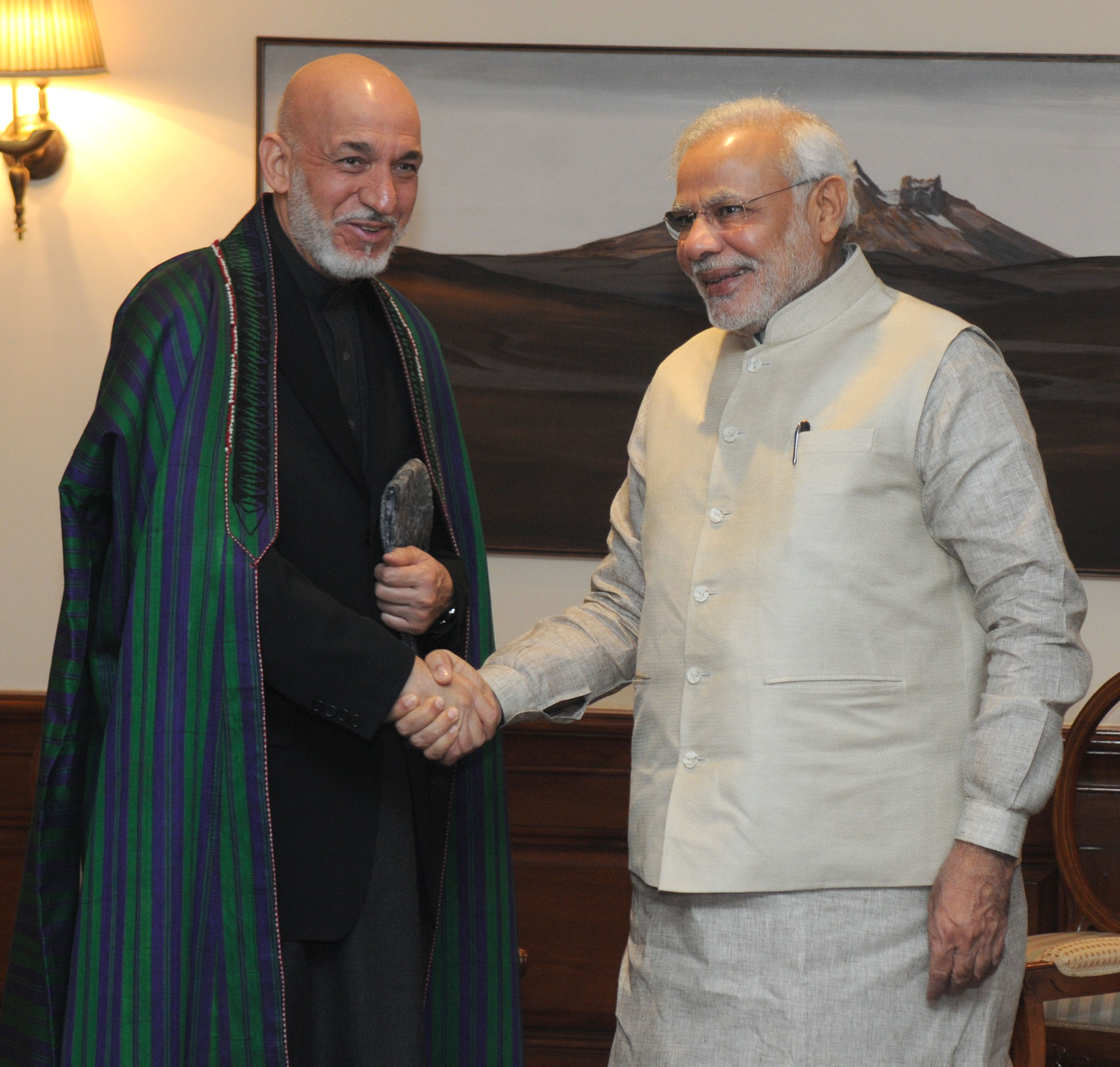
Avec Narendra Modi, en 2014.